# 拉特纳吉特·塔芒
拉特纳吉特·塔芒（Ratnajit Tamang，1993年1月1日—），尼泊爾男子羽毛球運動員。

## 簡歷
2016年10月，拉特纳吉特·塔芒出戰巴基斯坦國際系列賽，與南萨尔·塔芒贏得混合雙打冠軍。

## 主要比賽成績
只列出曾進入準決賽的國際賽事成績：
| 年份   | 賽事                     | 公開賽級別 | 項目     | 拍檔        | 成績   |
| ------ | ------------------------ | ---------- | -------- | ----------- | ------ |
| 2016年 | 巴基斯坦羽毛球國際系列賽 | 國際系列賽 | 混合雙打 | 南萨尔·塔芒 | 冠軍   |
| 2017年 | 巴基斯坦羽毛球國際系列賽 | 國際系列賽 | 混合雙打 | 南萨尔·塔芒 | 亞軍   |
| 2017年 | 尼泊爾羽毛球國際系列賽   | 國際系列賽 | 混合雙打 | 南萨尔·塔芒 | 亞軍   |
| 2019年 | 尼泊爾羽毛球國際系列賽   | 國際系列賽 | 男子雙打 | 迪佩什·達米 | 準決賽 |
| 2019年 | 尼泊爾羽毛球國際系列賽   | 國際系列賽 | 混合雙打 | 南薩爾·塔芒 | 準決賽 |
| 2019年 | 巴基斯坦羽毛球國際系列賽 | 國際系列賽 | 男子雙打 | 迪佩什·達米 | 亞軍   |
| 2019年 | 南亞運動會羽毛球比賽     | 其他       | 男子團體 | －          | 銅牌   |
| 2019年 | 南亞運動會羽毛球比賽     | 其他       | 男子單打 | －          | 銅牌   |

| 2007-2017年 | 首要超級賽 | 超級賽 | 黃金大獎賽 | 大獎賽 | 國際挑戰賽 | 國際系列賽 | 未來系列賽 | 其他 |

| 2018-2026年 | 總決賽 | 超級1000賽 | 超級750賽 | 超級500賽 | 超級300賽 | 超級100賽 | 國際挑戰賽 | 國際系列賽 | 未來系列賽 | 其他 |